# Генрих I (герцог Баварии)
Генрих I (нем. Heinrich I; 919/921 — 1 ноября 955) — герцог Баварии с 948 года из Саксонской династии.

## Биография
Генрих был вторым сыном короля Германии Генриха I Птицелова и его жены Матильды Вестфальской.
В 938 году Генрих участвовал в мятеже Эберхарда Франконского и Гизельберта Лотарингского против своего старшего брата и германского короля Оттона I. Однако в 939 году Генрих был разбит Оттоном при Биртене и был вынужден покинуть страну. Он эмигрировал во Францию, ко двору короля Людовика IV, но вскоре вернулся в Германию и примирился с братом.
В 940 году Генрих получил от Оттона герцогство Лотарингию, однако, не смог добиться своего признания в этом княжестве и уже к концу 940 года бежал из Лотарингии.
В 941 году Генрих вновь поднял мятеж против своего брата и организовал покушение на убийство Оттона I в Кведлинбурге. Заговор был раскрыт, Генрих схвачен и помещён под арест в Ингелгейм. Однако вскоре братья опять примирились. Более того, после смерти Бертольда Баварского в 947 году, Оттон отстранил его сына от наследования и передал Баварию своему брату Генриху, женатому на племяннице умершего герцога.
Став правителем Баварии, Генрих с успехом отражал вторжения венгров и даже присоединил к своим владениям Фриульскую марку. В 955 году состоялась знаменитая битва на Лехе, в которой немецкие войска наголову разгромили венгерскую армию, что устранило венгерскую опасность для страны. Сам Генрих участия в Лехской битве не принимал в связи с болезнью.
В 954 году Генрих участвовал в подавлении мятежа Людольфа Швабского и Конрада Лотарингского. В следующем году он скончался и был погребён в аббатстве Нидермюнстер в Регенсбурге.

## Брак и дети
- (938) Юдифь Баварская (925—987), дочь Арнульфа Злого, герцога Баварии:

Генрих II Строптивый (946/951—995), герцог Баварии (955—976, 985—995)
Герберга, аббатиса Гандерсгейма (ок. 940—1001)
Гедвига (ум. 994), замужем за Бурхардом III, герцогом Швабии.